# Aconitum bulbilliferum
Aconitum bulbilliferum är en ranunkelväxtart som beskrevs av Hand.-mazz.. Aconitum bulbilliferum ingår i släktet stormhattar, och familjen ranunkelväxter. Inga underarter finns listade i Catalogue of Life.